# Laodika (żona Mitrydatesa II)
Laodika (gr. Λαοδίκη, Laodíkē) – księżniczka syryjska z dynastii Seleucydów i królowa Pontu poprzez małżeństwo z Mitrydatesem II.
Laodika była jedną z córek i najmłodszym dzieckiem króla Syrii Antiocha II Theosa i Laodiki I. Jej braćmi byli między innymi Seleukos II Kallinikos i Antioch Hieraks.
Mniej więcej w roku 242 p.n.e. jej rodzice zaaranżowali jej małżeństwo z królem Mitrydatesem II. Ten związek był częścią politycznego sojuszu pomiędzy Syrią a Pontem. W 245 p.n.e. jej ojciec zaangażował się w trzecią wojnę syryjską i Mitrydates II wysłał część swoich wojsk jako wsparcie dla teścia. Laodika otrzymała od męża jako prezent ślubny całą Frygię.
Związek pontyjskiego króla z syryjską księżniczką był ogromnym sukcesem dla prowincjonalnego królestwa i było pierwszym z długiej serii ambitnych małżeństw. Dzięki poślubieniu Laodiki Mitrydates II wyniósł swoją dynastię do ścisłego grona hellenistycznych dynastii. Sojusz pomiędzy oboma królestwami przetrwał niemal do końca panowania obu dynastii i był systematycznie utwierdzany kolejnymi małżeństwami.
Laodika wywierała przemożny wpływ na męża i podzielała jego dążenia zmierzające do osłabienia znaczenia w ich rejonie państwa Seleucydów; wspierała również swojego brata Seleukosa II w jego walce o tron z ich bratem Antiochem Hieraksem uzurpującym sobie prawo do władzy.
Laodika urodziła Mitrydatesowi II troje dzieci:
- Laodikę III, żonę Antiocha III Wielkiego, króla Syrii
- Laodikę
- Mitrydatesa III (zm. ok. 185 p.n.e.), króla Pontu